# Eruga paulisiana
Eruga paulisiana là một loài tò vò trong họ Ichneumonidae.